# Sant Pere de Torrelles
Sant Pere de Torrelles, o Sant Pere de Reixac, fou l'església romànica parroquial del poble rossellonès de Torrelles de la Salanca.
Estava situada al nord-est del nucli actual de Torrelles i al nord-oest de Torrelles Platja, al lloc conegut com la Tor.

## Història
Al segle x era propietat de l'abadia de Sant Pere de Rodes, juntament amb un alou adjacent. Aquestes possessions foren confirmades els anys 974 i 990 pels papes Benet VI i Joan XV, i el 982 pel rei Lotari. Al segle xii, Guitard Gausbert i la seva muller Adelaida, senyors de Torrelles, donen a Sant Miquel de Cuixà l'església de Sant Pere i dels cases del seu entorn (sembla que Sant Pere de Rodes ja no posseïa aquell alou). El segle xvi consta com a priorat, amb el nom de Sant Pere de Reixac, unit a la infermeria de Cuixà.